# Историчность Иисуса Христа
Историчность Иисуса Христа, или Проблема историчности личности Иисуса Христа — вопрос существования исторического прототипа евангельского образа Иисуса Христа («исторического Иисуса») и проблема соотнесения образа с его возможным прототипом, а также ряд вытекающих отсюда проблем, а именно: построение достоверной биографии исторического Иисуса и выяснение действительного места этой личности в истории на основе всестороннего критического анализа библейских сведений и введённых в научный оборот внебиблейских (светских и религиозных) источников. Проблема историчности Иисуса Христа возникла в XVII—XVIII веках в связи с появлением критики Библии.
Сложилось два основных направления научной литературы об Иисусе Христе — мифологическое и историческое. Оба зародились (не считая единичных попыток в более раннее время) в эпоху Просвещения, в XVIII веке. Оба подхода в большей или меньшей мере в то время противостояли ортодоксально-теологическому пониманию образа Иисуса.
Отрицание существования Иисуса Христа как исторической личности рядом исследователей XIX века было вызвано научно-критическим анализом источников, которые повествуют об Иисусе. По их мнению, Иисус представляет собой мифический образ, который олицетворяет представления древних религий народов Ближнего Востока об умирающем и воскресающем боге, ведущие, в свою очередь происхождение от тотемических верований и земледельческих и астральных культов, подобно культам Осириса, Диониса, Адониса и др. Согласно этой точки зрения, данные представления, соединившись с иудаистической верой в приход избавителя еврейского народа и всего человечества (откуда эпитет Христос, по-гречески ‘помазанник’, что соответствует понятию Мессия) и с преобладанием этических норм над ритуальным богослужением, что было провозглашено древними еврейскими пророками, сформировали легендарный образ Иисуса Христа. Все евангельские повествования о жизни Иисуса и его чудесных деяниях рассматривали как простые заимствования мифологических сюжетов древних религий, в том числе из ветхозаветной литературы. В целом в рамках данного направления считается, что первоначальный образ Иисуса как божества по мере складывания христианства наделялся «человеческими» чертами. Мифологическая школа слишком односторонне трактовала сложный образ Иисуса, утверждая, что в нём нет ничего нового по сравнению со многими божестами древневосточных религий, однако представители этого направления смогли показать генезис большого числа мифологических мотивов.
Историческая школа признаёт, что в основе образа Иисуса — историческая личность. Согласно этой школе, образ Иисуса развивался в направлении, противоположном тому, который предполагала мифологическая школа, — по мере роста числа последователей Иисуса имела место постепенная мифологизация, обожествление реальной личности.
Несмотря на значительную мифологизацию образа Иисуса в христианских источниках, большинством современных учёных признаётся его историчность. Наиболее исторически достоверные из этих источников отражают быт, уклад жизни, социальную и политическую атмосферу подчинённой Римом Иудеи начала I века н. э. За вычетом мифических наслоений в этих источниках предстает правдоподобный образ рабби (учителя), идейно близкого к фарисеям, который был не чужд ессейского мистицизма и аскетизма. Деятельность исторического Иисуса развивалась на фоне антагонизма различных религиозных течений и мессианских движений мистико-политического характера, широко распространённых в период, который предшествовал разрушению Второго храма, и сыграли ведущую роль в дальнейшем развитии иудаизма. Иисус был одним из большого числа учителей-проповедников в Иудее своего времени, с которыми другие законоучители вели споры в стиле, характерном для Талмуда. Во время начала своего развития христианство не привлекло к себе большего внимания, чем иные еврейские течения, которые появлялись тогда в большом количестве. Вопреки евангелистам, современники не воспринимали жизнь и гибель Иисуса в качестве центральных событий мировой истории.

## Литературные источники

### «Иудейские древности» Флавия
Самые ранние упоминания о Христе вне христианской литературы мы находим в труде «Иудейские древности» известного еврейского (иудейского) историка Иосифа Флавия. Одно из них (ХХ, 199—201) упоминает об Иисусе мимоходом в следующем пассаже, относящемся к событиям 62 г.:
Первосвященник Анания собрал синедрион и представил ему Иакова, брата Иисуса, именуемого Христом, равно как нескольких других лиц, обвинил их в нарушении законов и приговорил к побитию камнями.
 Это фрагмент, где Флавий никоим образом не признает Иисуса мессией и вообще не пишет ничего, чего не мог бы написать правоверный фарисей (каким он был), не вызывает у исследователей никаких вопросов или подозрений в неподлинности. Иначе обстоит дело с другим, развёрнутым пассажем (XVIII, 63—64), известным как «Свидетельство Флавия» (лат. Testimonium Flavianum):
Около этого времени жил Иисус, человек мудрый, если его вообще можно назвать человеком. Он совершил изумительные деяния и стал наставником тех людей, которые охотно воспринимали истину. Он привлёк к себе многих иудеев и эллинов. То был Христос. По настоянию влиятельных лиц Пилат приговорил его к кресту. Но те, кто раньше любили его, не прекращали любить его и теперь. На третий день он вновь явился им живой, как возвестили о нём и о многих других его чудесах боговдохновенные пророки. Поныне ещё существуют так называемые христиане, именующие себя таким образом по его имени.
Это известие должно было быть написано в 90-х гг. н. э. Но, вероятно, этот текст греческой рукописи не является оригинальным, а либо отредактирован, либо просто вставлен на рубеже III и IV веков каким-то переписчиком в соответствии с христианским учением. Это предположение допустимо по следующим причинам:
- Иосиф Флавий, фарисей и правоверный последователь иудаизма, потомок Маккавеев, член известного рода первосвященников, едва ли мог сообщить, что Иисус был Мессией, что, распятый, он воскрес на третий день.
- в III веке философ Ориген упрекал Иосифа Флавия в том, что последний не считает Иисуса мессией, то есть Ориген не был знаком со «Свидетельством Флавия» или оно в то время имело иной вид. Однако в начале IV века христианский автор Евсевий уже цитирует текст «Свидетельства Флавия»[12].
- Вставка грубо нарушает связность исходного текста: абзацы, предшествующий ей и следующий за ней, составляют одно сюжетное целое, повествуя о волнениях среди евреев и о других иудейских проблемах[13].

Споры о достоверности «Свидетельства Флавия» идут с XVI века. В 1912 году русский учёный А. А. Васильев опубликовал арабский текст сочинения христианского епископа и историка X века Агапия Манбиджского «Книга титулов» («Китаб аль-унван»), а в 1971 году израильский учёный Шломо Пинес обратил внимание на цитату Агапия из Иосифа Флавия, которая расходится с общепризнанной греческой версией Testimonium Flavianum:
В это время был мудрый человек по имени Иисус. Его образ жизни был похвальным, и он славился своей добродетелью; и многие люди из числа иудеев и других народов стали его учениками. Пилат осудил его на распятие и смерть; однако те, которые стали его учениками, не отреклись от своего ученичества. Они рассказывали, будто он явился им на третий день после своего распятия и был живым. В соответствии с этим он-де и был Мессия, о котором пророки предвещали чудеса

Текст заканчивается комментарием Агапия: «Таков рассказ Иосифа… о нашем Господе Христе, да будет Он прославлен».
Открытие Васильева поначалу осталось невостребованным: одни по-прежнему утверждали, что такой исторической личности как Христос не существовало, поскольку единственное современное свидетельство о нём оказалось поздней вставкой, другие просто не заметили парижской публикации.
Много десятилетий спустя И. Д. Амусин напечатал статью «Об одной забытой публикации тартуского профессора Александра Васильева» (Ученые записки Тартуского университета. Тарту, 1975. Вып. 365. С. 296—301).
По мнению религиоведа и историка И. С. Свенцицкой, арабский текст может быть переводом подлинных слов Иосифа Флавия. «Текст Агапия заставляет пересмотреть оценку, данную Косидовским свидетельству Флавия как законченной фальшивке, — пишет она, — …он свидетельствует… о том, что Иосиф Флавий слышал об Иисусе и его мессианстве». Многие исследователи считают, что приведённый отрывок Агапия отражает подлинный текст Иосифа Флавия, сохранившийся благодаря ранним переводам его сочинений на сирийский язык. Однако существует и другая точка зрения, согласно которой арабский текст «Свидетельства Флавия» — вариация все той же христианской вставки, приспособленной мусульманскими переписчиками труда Агапия к своим представлениям об Иисусе.
Историк Крейг Эванс в своей книге «Иисус и его мир. Новейшие открытия», пишет:
«Ряд достойных исследователей делает вывод, что этот отрывок, за вычетом некоторых явных вставок, аутентичен и демонстрирует, что Иосиф Флавий (37 год — около 100 года н. э.) прекрасно знал, что Иисус основал движение христиан, что его осудили высокопоставленные священники и он был распят римским правителем Понтием Пилатом».
Об аутентичности отрывка об Иисусе у Флавия см. John P. Meier, «Jesus in Josephus: A Modest Proposal», CBQ52 (1990), pp. 76–103; Steve Mason, Josephus and the New Testament: Second Edition (Peabody, MA: Hendrickson, 2003), pp. 225–236. Мейсон — выдающийся специалист по трудам Флавия.

### Другие нехристианские источники

#### «Анналы» Тацита
Другим автором, упоминающем о Христе, является крупнейший римский историк Корнелий Тацит. В «Анналах» он в следующих выражениях описывает действия Нерона сразу после пожара Рима (июль 64 г.) в ответ на слухи, упорно обвинявшие его в поджоге:
Но вот Нерон, чтобы побороть слухи, приискал виноватых и предал изощрённейшим казням тех … кого толпа называла христианами. Христа, от имени которого происходит это название, казнил при Тиберии прокуратор Понтий Пилат; подавленное на время это зловредное суеверие стало вновь прорываться наружу, и не только в Иудее, откуда пошла эта пагуба, но и в Риме… Их умерщвление сопровождалось издевательствами, ибо их облачали в шкуры диких зверей, дабы они были растерзаны насмерть собаками, распинали на крестах, или обречённых на смерть в огне поджигали с наступлением темноты ради ночного освещения. Для этого зрелища Нерон предоставил свои сады.
Это свидетельство было написано около 115 года н. э.; при этом сам Тацит является современником описываемых им событий (считается, что в тот момент ему было около 10 лет).

#### «Жизнь двенадцати цезарей» Светония
Другой знаменитый римский историк Гай Светоний Транквилл в книге «Жизнь двенадцати цезарей» пишет о правлении Клавдия:
Иудеев, постоянно волнуемых Хрестом, он изгнал из Рима.
Это известие оставлено на несколько лет позже свидетельств Тацита, около 120 года, причём Светоний, видимо вслед за автором эдикта, употребляет форму не Христос, а Хрестос (лат. Chrestus — представляет собой латинскую транскрипцию слова Χριστός в классическом аттическом, а не живом для той эпохи произношении). Изгнание Клавдием иудеев из Рима упоминается и в «Деяниях апостолов»; христианский историк Павел Орозий датирует его 9 годом правления Клавдия, то есть 49-50г. Современные исследователи сопоставляют с этим сообщением найденный в Египте рескрипт Клавдия александрийским иудеям от 41 г., запрещающий им приглашать к себе соплеменников из Сирии и Иудеи, разносящих «как бы некий общий недуг всей вселенной»; однако связь этого последнего (в отличие от сообщаемого Светонием акта) с христианской агитацией неочевидна.

#### Переписка Плиния Младшего и императора Траяна
До нашего времени дошла переписка легата провинции Вифиния и Понт Плиния Младшего с императором Траяном. Из письма Плиния к Траяну:
Всяких тебе благ! У меня уже вошло в привычку приносить для твоего рассмотрения всякое дело, в котором я не уверен или сомневаюсь. Потому что кто может лучше тебя управлять моими нерешительными суждениями или же пополнить мою некомпетентность в познаниях? До моего вступления в управление этой провинцией я никогда не вёл допроса христиан. Я в этом некомпетентен и не могу решить, какова цель судебного расследования и наказания в этом деле… Между тем, я поступал с такими, которых приводили ко мне, как христиан, так: я спрашивал, действительно ли они христиане. Если они упрямо настаивали на своём, то я приказывал их уничтожить… Другие же сначала объявляли, что они христиане, а затем отрекались от Него… О их прежней религии они говорили… и сообщали следующее: они имели в определённый день перед восходом солнца собираться вместе и совместно воспевать гимны Христу, как Богу, давать перед Ним обеты никогда не делать нечестия, не заниматься кражей, воровством или блудом, не нарушать данного слова, не удерживать данного им в залог. После же этого их обыкновением было принимать участие в безобидной трапезе, на которой все они поступали без какого-либо нарушения порядка. И этот последний обычай они исполняют, несмотря на то что по твоему повелению обнародован мною указ, запрещающий всем общинам поступать так… Число обвиняемых так велико, что дело заслуживает серьёзного разбирательства… Не только города, но и малые деревни, и полупустынные места переполнены этими иноверцами…

#### «О смерти Перегрина» Лукиана
…был распят в Палестине за то, что основал этот новый культ… Более того, их первый законодатель убедил их в том, что все они братья друг другу, после того, как все они окончательно согрешили, отказавшись от греческих богов, начав молиться этому распятому софисту и живя согласно его законам.
Лукиан также несколько раз упоминает христиан в своей книге «Лжепророк Александр», в главах 25 и 29.

#### Письмо Мары бар Серапиона
Джош Макдауэлл писал:
Ф. Ф. Брюс отмечает, что в Британском музее хранится «…интересная рукопись, представляющая собой текст письма, написанного позднее 73 года — насколько позднее, остаётся неясным. Это письмо было отправлено сирийцем по имени Мара бар Серапион своему сыну Серапиону. Автор письма в то время находился в тюрьме, но писал сыну, чтобы ободрить его в поисках мудрости, и указывал, что немилость судьбы падает на тех, кто преследует мудрых людей. В виде примера он приводит гибель Сократа, Пифагора и Христа: Что выиграли афиняне, казнив Сократа? Голод и чума обрушились на них в наказание за их преступление. Что выиграли жители Самоса, предав сожжению Пифагора? В одно мгновение пески покрыли их землю. А что выиграли евреи, казнив своего мудрого Царя? Не вскоре ли после этого погибло их царство? Бог справедливо отомстил за этих трёх мудрых мужей: голод поразил Афины, море затопило Самос, а евреи, потерпевшие поражение и изгнанные из своей страны, живут в полном рассеянии. Но Сократ не погиб навеки — он продолжал жить в учении Платона. Пифагор не погиб навеки — он продолжал жить в статуе Геры. Не навеки погиб и мудрый Царь: Он продолжал жить в Своём учении.»

## Другие косвенные свидетельства
Польский писатель и эссеист Зенон Косидовский (1898—1978), рассматривая в своей книге «Сказания евангелистов» вопрос историчности Иисуса Христа, указывает на то, что

…нет никаких логических причин отрицать историчность Иисуса, поскольку в Палестине того времени подобного рода бродячие проповедники, пророки и мессии были обыденным явлением. В ту пору, когда жил и действовал Иисус, а также до его рождения и после его смерти историки насчитали в Палестине по меньшей мере двенадцать пророков и мессий, более популярных, чем он.
Также в доказательстве реальности существования Иисуса он вслед за Дж. Кармайклом, автором книги: «Смерть Иисуса» (1963), считает важным факт распятия. Мотивирует он это тем, что в те времена распятие было не только жестоким, но и позорным видом казни. Следовательно, если бы биография Иисуса была полностью вымышлена, вряд ли кто-нибудь из его восторженных приверженцев придумал бы историю о его столь позорной смерти, а значит это была жестокая истина, которую пытались сгладить при помощи теологических и эсхатологических толкований.

## Иисус как историческая личность
«Исторический Иисус» — понятие, которым в западной науке обозначают реконструкцию Иисуса с помощью современных исторических методов. Историки изучают библейские тексты, исторические источники и археологические данные в попытке реконструировать жизнь Иисуса в его историческом и культурном контексте. «Исторический Иисус» — это некая историческая личность (англ. a historical figure), которую необходимо понять в контексте её собственной жизни в Римской Иудее I века, а не христианской доктрины последующих веков.
Епископ Пол Барнет, специалист по раннехристианской истории, заметил, что современная история и древняя история — это две разные дисциплины, с различными методами анализа и интерпретации, и обратил внимание на то, что «исследователи древней истории всегда распознавали фактор „субъективности“ в имеющихся у них источниках», но они «имеют так мало источников в наличии по сравнению с их современными аналогами, что они охотно ухватятся за любые обрывки информации, оказывающиеся под рукой».
В книге «Исторический образ Иисуса» теолог и историк церкви Эд Сандерс использовал фигуру Александра Македонского как парадигму, считая, что имеющиеся источники сообщают нам много сведений о деяниях Александра, но ничего о его образе мыслей. По его мнению, «источники об Иисусе [выглядят] лучше, чем те, что сообщают нам об Александре», и «преимущество свидетельств об Иисусе — становится видно, когда мы задаёмся вопросом о том, что он думал».
В книге «Иисус» французский историк Шарль Гиньебер (фр. Charles Guignebert) утверждал, что «выводы, которые подтверждаются фактами, могут быть подытожены следующим образом: Иисус родился где-то в Галилее во времена императора Августа, в простой семье, где, помимо него, были ещё шестеро или более детей», и добавлял: «Нет оснований полагать, что он не существовал».
По мнению американского теолога Грэма Стэнтона, у большинства историков нет сомнений в существовании Иисуса, однако некоторые евангельские рассказы требуют критической оценки: «В настоящее время почти все историки, христиане они или нет, признают, что Иисус существовал и что евангелия содержат много ценных свидетельств, которые должны быть критически взвешены и оценены».

## Иисус как миф
В последние три столетия существование Иисуса Христа как исторической личности вызывает сомнение у некоторых западных историков и филологов, изучающих библейские тексты. Среди первых, высказавших подобные сомнения, были такие французские и немецкие учёные XVIII—XIX вв., как историк, член французской Академии наук Константин Франсуа Вольней, профессор риторики и философ Шарль Франсуа Дюпюи, теолог и историк Бруно Бауэр. Все они полагали, что образ Иисуса — сплав древних мифологий.
Крупнейшим представителем мифологической школы в начале XX века был немецкий философ Артур Древс. Его книги: «Миф о Христе»; «Жил ли Христос?»; «Жил ли апостол Пётр?»; «Миф о деве Марии»; «Отрицание историчности Иисуса в прошлом и настоящем»; «Происхождение христианства из гностицизма» сыграли весьма значительную роль в установлении этого воззрения.
В СССР историчность Христа отрицали такие учёные, как: Абрам Ранович, Роберт Виппер, Сергей Ковалёв, Яков Ленцман, Иосиф Крывелёв. Попутно отрицалось существование и многих других библейских персонажей: Авраама, Моисея, Иисуса Навина, апостола Петра, апостола Павла и т. д.
Взгляды учёных, которые полностью отвергали историчность Иисуса, проанализированы в работе американского историка Вила Дюранта (англ. Will Durant) «Цезарь и Христос», впервые опубликованной в 1944 году. Их доводы против историчности Иисуса основаны на предполагаемом отсутствии очевидцев евангельских событий, отсутствии прямых археологических доказательств, отсутствии античных текстов, упоминающих Иисуса, а также на сходстве элементов раннего христианства с современной ему религией и мифологией.
В XX — начале XXI века аргументы в пользу неисторичности Иисуса высказывают такие американские и британские историки и филологи, как Джордж Альберт Уэллс (англ. George Albert Wells), Эрл Доэрти (англ. Earl Doherty), Д. М. Мёрдок (Acharya S), Тимоти Фрик (англ. Timothy Freke) и Питер Гэнди (англ. Peter Gandy), такие теологи, как Роберт Прайс (англ. Robert M. Price) и Томас Томпсон (англ. Thomas L. Thompson), математик и логик Бертран Рассел, а также писатели и учёные, представляющие движение «Новый атеизм»: биолог Ричард Докинз, физик Виктор Стенджер и др.
Однако большинство исследователей новозаветных текстов и раннехристианской истории по-прежнему не принимают тезис об Иисусе как мифе. Согласно мнению британского теолога Герберта Джорджа Вуда (англ. Herbert George Wood) (1879—1963), у данной теории имеются методологические проблемы:
«…Диалектический процесс, посредством которого теория „Христос—миф“ дискредитирует себя, основан на том простом факте, что вы не можете доказать эту теорию без неправильного обращения с фактами».
Одни полагают, что «аргументы в пользу несуществования Иисуса недостойны какого-либо ответа», другие — что подобные исследования сами по себе являются напрасной тратой времени: так, британский теолог из Вестминстерского аббатства Н. Т. Райт (англ. N.T. Wright) уподобил сторонников теории мифа профессиональному астроному, рассуждающему на тему «создана ли Луна из сыра», а другой британский теолог, Джеймс Дан (англ. James Dunn), охарактеризовал теорию мифического Христа как «совершенно мёртвый тезис».

### Восприятие в обществе
Согласно исследованию, проведённому Бэйлорским университетом (США) в 2005 году, 1 % от общего числа и 13,7 % от числа не связанных с религией американцев считают, что Иисус — выдуманный персонаж. В 2008 году в Великобритании были проведены сходные исследования: 13 % от общего числа населения и 40 % из числа атеистов не верят, что Иисус существовал. Наконец, результаты исследования 2009 года показали, что 11 % жителей Австралии считают маловероятным, что Иисус был исторической личностью.
По данным исследования, проведённого Церковью Англии, 40 % англичан не верят, что Иисус был реальным человеком. При этом 25 % опрошенных в возрасте от 18 до 34 лет считают его мифическим либо выдуманным персонажем.
В Италии в 2006 году Луиджи Кашоли (итал. Luigi Cascioli), атеист и автор книги «Басни о Христе», подал иск в суд на своего бывшего сокурсника по семинарии, священника Энрико Риги (итал. Enrico Righi) за то, что последний опубликовал в церковной газете статью, в которой утверждается, что Иисус родился в Вифлееме в семье Марии и Иосифа и жил в Назарете. Подобные утверждения, по мнению Кашоли, нарушают два итальянских закона — «Злоупотребление доверием народа» (итал. Abuso di Credulita Popolare) и «Подмена личности» (итал. Sostituzione di Persona), так как, во-первых, Иисуса Христа не существовало, а во-вторых, церковь уже две тысячи лет выдаёт за него другого человека — Иоанна из Гамалы, еврея, боровшегося против римлян в первом веке н. э. Кашоли признался:
«У меня достаточно ума, чтобы понять: суд в стране, в которой 95 % населения составляют католики, никогда не признает, что Иисус не существовал. Это было бы чудом. Но, может быть, этот суд заставит людей задуматься о противоречиях того, во что они верят».
Иск был отклонён. Ватикан никак не прокомментировал данный случай. По совету адвокатов отказался от интервью и священник Энрико Риги.

#### Логический аспект проблемы
В 1952 году в своей статье «Есть ли Бог?» британский логик и математик Бертран Рассел с помощью мысленного эксперимента, известного как «чайник Рассела», пытался показать логическую несостоятельность идеи, что бремя доказательства ложности религиозных утверждений лежит на сомневающемся. Аналогичные аргументы высказывали и другие учёные, например, астрофизик Карл Саган и этолог Ричард Докинз.
Однако имеется и прямо противоположная точка зрения. Религиовед Николай Шабуров на вопрос о наличии вещественных доказательств существования Христа ответил: «Таких доказательств нет, но это не повод, чтобы сомневаться. Известный советский библеист Илья Шифман как-то сказал, что должна существовать презумпция достоверности источника. Если исследователь ставит под сомнение некий факт, пусть доказывает свою точку зрения, а не требует доказательств его правдивости от других, как поступил этот итальянец Кашоли. Серьёзный ученый никогда не пойдёт с таким вопросом в суд».